# تقديس الحمل

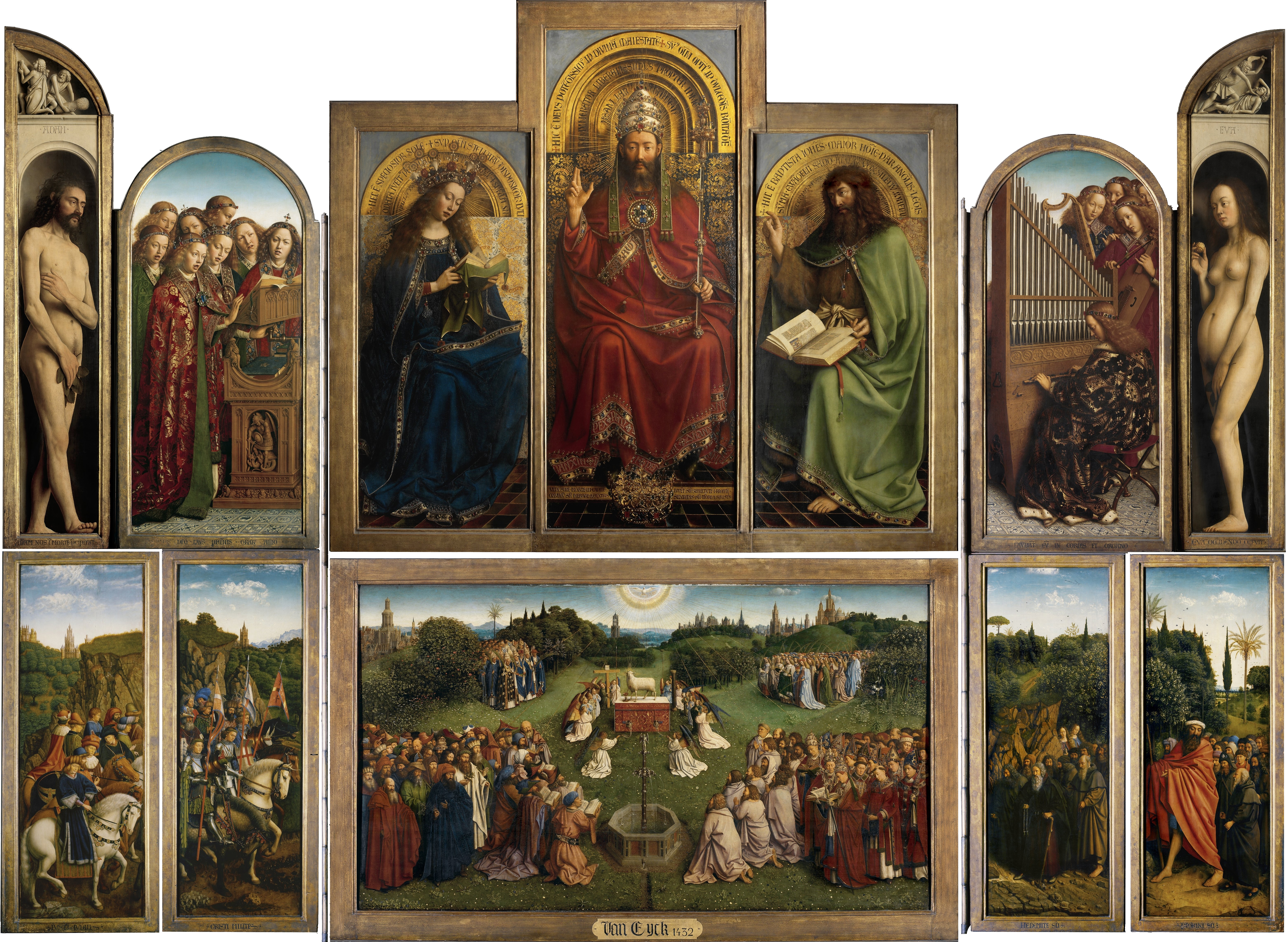
اللوحات الاثنا عشر الداخلية. هذه اللوحات بقياس

لوحة مذبح كاتدرائية غنت أو تقديس الحمل (بالهولندية Het Lam Gods) هي لوحة مذبح ضخمة ومركبة ومتعددة الطوابق من القرن الخامس عشر في كاتدرائية سانت بافو، غنت، بلجيكا. بدأ العمل عليها نحو منتصف عشرينيات القرن الخامس عشر واستُكملت قبل عام 1432، وتُنسب إلى المصورين الهولنديين الأوائل الأخوة هوبرت ويان فان إيك. تعتبر لوحة المذبح هذه تحفة من تحف الفن الأوروبي وواحدة من كنوز العالم.
تُنظم الألواح في سجلين رأسيين، لكل منهما مجموعتين مزدوجتين من الأجنحة القابلة للطي والتي تحتوي على لوحات داخلية وخارجية مصورة على الألواح. يمثل السجل العلوي للألواح الداخلية الخلاص السماوي، فيتضمن اللوح الأوسط صلاة المسيح (أو ربما الإله الأب)، ومريم العذراء، ويوحنا المعمدان. يحيط بهم في الألواح التالية ملائكة يعزفون الموسيقى، وفي الألواح الخارجية أقصى الجانبين، تصوير لشخصيات آدم وحواء. تنقسم ألواح السجل الأدنى الأربعة إلى زوجين؛ تصوير زخرفي مجسم للقديس يوحنا المعمدان والقديس يوحنا الإنجيلي، وعلى اللوحين الخارجيين، صور المتبرعين يوست فيدت وزوجته ليسبيت بورلوت. يُظهر اللوح الأوسط للسجل السفلي تجمعًا من القديسين، والخطاة، ورجال الدين، والجنود في وضع سجود لحمل الله. هناك تجمعات عديدة من الشخصيات، تشرف عليها حمامة الروح القدس. تعتبر لوحة المذبح هذه واحدة من أكثر الأعمال الفنية شهرة وأهمية في التاريخ الأوروبي.
يتفق مؤرخو الفن عمومًا على أن الهيكل العام صممه هوبرت خلال أو ما قبل عشرينيات القرن الخامس عشر، ربما قبل عام 1422، وأن اللوحات صورها شقيقه الأصغر يان. لكن، بينما حاولت أجيال من مؤرخي الفن تنسيب كل قطعة إلى كل من الأخوين، لم يُثبت أي فصلٍ مقنع، فقد يكون يان قد أنهى اللوحات التي بدأها هوبرت.
كلف التاجر يودوكوس فيدج، رئيس بلدية غنت آنذاك، وزوجته ليسبيت بإنشاء لوحة المذبح كجزء من مشروع أكبر لكنيسة كاتدرائية سانت بافو. احتُفِل رسميًا بتركيب لوحة المذبح في 6 مايو 1432. ثم نُقلت في وقت لاحق لأسباب أمنية إلى كنيسة الكاتدرائية الرئيسية، حيث بقيت.
مثَّلت لوحة المذبح، التي تدين للتقاليد القوطية وكذلك البيزنطية والرومانية، تطورًا كبيرًا في الفن الغربي، إذ تفسح فيها مثالية تقاليد العصور الوسطى المجال للمراقبة الدقيقة للطبيعة وتصوير الإنسان. ذكرت إحدى النقوش على الإطار والمفقودة الآن أن هوبرت فان آيك maior quo nemo repertus (الأعظم من أي شخص) هو من بدأ لوحة المذبح، ولكن يان فان إيك -الذي يطلق على نفسه اسم arte secundus (ثاني أفضل شخص في الفن)- قد أتمها عام 1432. توجد لوحة المذبح في موقعها الأصلي، بينما دُمِّر أثناء فترة الإصلاح الديني محيطها وإطارها الخارجي الأصليّ، المنحوت، والمزخرف بكثافة، والذي يفترض أنه كان منسجمًا مع الزخرفة الدقيقة المتشابكة المصورة فيها؛ قد تكون آليات دقيقة لتحريك المصاريع بل وحتى لتشغيل الموسيقى قد ضُمنت.

## الإسناد
كلف التاجر يودوكس فيدج، رئيس بلدية غنت آنذاك، وزوجته ليسبيت بإنشاء لوحة المذبح، كجزء من مشروع تطوير أكبر لكنيسة كاتدرائية سانت بافو. احتُفل رسميًا بتركيب المذبح في 6 مايو 1432؛ نقُلت لاحقًا لأسباب أمنية إلى كنيسة الكاتدرائية الرئيسية، حيث بقيت.
يتفق مؤرخو الفن بوجهٍ عام على أن الهيكل العام صممه وأنشأه هوبرت أوائل عشرينيات القرن الخامس عشر، وأن معظم تصاوير اللوحات قد أنجزها أخوه الأصغر يان بين عامي 1430 و 1432. ومع ذلك، كان هناك نقاش كبير، وحاول العديد من مؤرخي الفن، خاصة في منتصف القرن العشرين، أن ينسبوا قطعًا معينة إلى كل من الأخوين. لكن لم يُثبت أي فصلٍ مقنع لمساهماتهم. ذكرت إحدى النقوش على الإطار والمفقودة الآن أن هوبرت فان إيك maior quo nemo repertus  (الأعظم من أي شخص) هو من بدأ لوحة المذبح، ولكن يان فان إيك -الذي يدعو نفسه arte secundus (ثاني أفضل شخص في الفن)- قد أتمها عام 1432. توجد لوحة المذبح في موقعها الأصلي، بينما دُمِّر أثناء فترة الإصلاح الديني محيطها وإطارها الخارجي الأصليّ، والمنحوت، والمزخرف بكثافة، والذي يفترض أنه كان منسجمًا مع الزخرفة الدقيقة المتشابكة المصورة فيها؛ قد تكون آليات دقيقة لتحريك المصاريع بل وحتى لتشغيل الموسيقى قد ضُمنت.
يدعم نسب اللوحة إلى الأخوة فان إيك القليل من الأدلة المستندية الباقية والمرفقة بالتكليف، وتوقيع يان وتأريخه على ظهر الإطار. يبدو أن يان قد قلل من مساهمته لصالح شقيقه، الذي توفي قبل ست سنوات من اكتمال العمل عام 1432. المؤشر الأقل وضوحا هو ما يبدو بأنه صورهم الظاهرة على أنهم الفارس الثالث والرابع في لوحة القضاة العادلون (قضاة العدل). يلاحظ رامساي هوما ترقينًا (نقشًا بالحروف) على اللوح الأوسط من السجل السفلي والتي يمكن اعتباره تشكيلًا مبكرًا لما كان عليه توقيع فان إيك المعروف جيدًا والمبني على تشكيلات مختلفة من "ALS IK KAN"(كما أستطيع) تورية عن اسمه الكامل؛ وترقين على غطاء رأس أحد الأنبياء الذين يقفون في الجزء الخلفي من التجمع. وهو مكتوب بالعبرية التي تُترجم في الفرنسية تقريبًا إلى القبعة ... تُزين بثلاثة أحرف عبرية تشكل كلمة ساباث (يوم السبت) Le chapeau ... orne de trois lettres herbraiques formant le mot Saboth، أو على الأرجح إلى ياء فاء ألف Yod، Feh، Aleph، والتي عند ترجمتها تعطينا الحروف الأولى لاسم يان JvE.
منذ القرن التاسع عشر، ناقش مؤرخو الفن أي القطع تنسب إلى هوبرت الغامض وأيها إلى يان، الذي أصبح مشهورًا في جميع أنحاء أوروبا بحلول أوائل ثلاثينيات القرن الخامس عشر. في القرنين السابع عشر والثامن عشر، افتُرض غالبًا أن يان قد وجد عددًا من اللوحات العشوائية تُركت بعد وفاة هوبرت فجمعها في التكوين الحالي. أُسقطت وجهة النظر هذه من الاعتبار منذ أوائل القرن التاسع عشر، استنادًا إلى التصميم العام الواضح للعمل، رغم وجود اختلافات واضحة في الأسلوب بين العديد من القطع.
من المقبول عمومًا أن يان قد أنجز معظم اللوحة، من تصميم كامل لهوبرت، الذي ربما قد أشرف على بناء معظم الإطارات. طرحت عدد من الصعوبات نفسها، ليس أقلها إنه لا يوجد عمل باقٍ يمكن نسبه بثقة إلى هوبرت، وبالتالي فمن المستحيل استبانة أسلوبه. بدلًا من ذلك، يقارن مؤرخو الفن كل قطعة بمفردها بالأعمال المعروفة ليان، باحثين عن اختلافات الأسلوب التي قد تشير إلى عمل يد أخرى. على سبيل المثال، أثبتت التطورات في علم التأريخ الشجري أن أجزاءً من الألواح الجانبية قد قطعت أخشابها نحو عام 1421. وبترك فترة جفافٍ لا تقل عن 10 سنوات، يجب أن نفترض تاريخ استكمال بعد وفاة هوبرت عام 1426، وبالتالي نستبعد يده من أجزاء كبيرة من الأجنحة.